# Meta (rzeka)
Meta (hiszp. Río Meta) – rzeka we wschodniej Kolumbii, a w dolnym odcinku rzeka graniczna z Wenezuelą. Stanowi lewy dopływ Orinoko. Jej długość wynosi 1100 km, a dorzecze zajmuje powierzchnię 104 tys. km².
Jej źródła znajdują się na wschodnich stokach w Kordylierze Wschodniej w Andach Północnych. Powstaje z połączenia trzech rzek źródłowych Humea, Guatiquía i Guayuriba. Płynie w kierunku wschodnim południowym obrzeżeniem kolumbijskiego Llanos. Jej dolina nawiązuje do bięgnącego tędy uskoku. Uchodzi do Orinoko w okolicach miasta Puerto Carreño. Rzeka jest żeglowna w środkowym i dolnym biegu.
Ważniejsze miasta nad rzeką Meta: Puerto López i Puerto Carreño.
Od nazwy rzeki pochodzi nazwa kolumbijskiego departamentu Meta.